# Jorge Fontes Hereda
Jorge Fontes Hereda (Salvador, 27 de setembro de 1956 — São Paulo, 9 de julho de 2021) foi um executivo brasileiro e ex-presidente da Caixa Econômica Federal.

## Carreira
Foi formado em Arquitetura pela Universidade Federal da Bahia (UFBA), posteriormente tendo feito mestrado em Arquitetura e Urbanismo na Universidade de São Paulo (USP).
Acumulou experiência atuando em diversas secretarias no estado de São Paulo, sempre com o principal objetivo de tratar de questões urbanísticas; nos de Habitação e Desenvolvimento Urbano do município de Diadema; de Desenvolvimento Sustentado de Ribeirão Pires; e de Serviços e Obras de São Paulo, além de ocupar o cargo de secretário-executivo do Consórcio Intermunicipal do Grande ABC. Também foi presidente da Companhia Metropolitana de Habitação de São Paulo (COHAB).
No Executivo, atuou como secretário de Habitação do Ministério das Cidades, entre os anos de 2003 e 2005. Ainda em 2005, assumiu o cargo de vice-presidente de Governo da Caixa Econômica Federal, até março de 2011, quando foi efetivado presidente da estatal.
Em fevereiro de 2015, é sucedido pela ex-ministra do Planeamento, Miriam Belchior, para a presidência da Caixa.
Em maio de 2015, foi nomeado secretário estadual de Desenvolvimento Econômico do governo da Bahia, no governo de Rui Costa (PT). Deixou o cargo em janeiro de 2017.

## Morte
Jorge Fontes Hereda morreu em 9 de julho de 2021, aos 64 anos de idade, vítima de um câncer raro.